# Call of Duty: Advanced Warfare
Call of Duty: Advanced Warfare è un videogioco sparatutto in prima persona, progettato e sviluppato da Sledgehammer Games e High Moon e pubblicato dalla Activision.
È l'undicesimo capitolo della saga Call of Duty e il primo sviluppato interamente da Sledgehammer Games. Il gioco è stato pubblicato per Microsoft Windows, PlayStation 3, PlayStation 4, Xbox 360 e Xbox One il 4 novembre 2014; coloro che avevano preordinato il titolo hanno potuto accedere all'edizione "Day Zero" il 3 novembre 2014. Rappresenta il primo gioco della serie facente parte di un ciclo di sviluppo triennale. Anche in Advanced Warfare, come in Black Ops e Black Ops II, è presente la modalità "Zombie", che si presenta sotto forma di round nella modalità "Sopravvivenza Exo"  nella mappa di Riot. Inoltre, il gioco include le mappe "Outbreak", "Infection", "Carrier" e, infine, il capitolo della saga Exo Zombies intitolato "Descent".

## Modalità di gioco
Il gioco introduce diversi cambiamenti rispetto ai titoli precedenti. Nella modalità Campagna, Advanced Warfare non utilizza un HUD tradizionale; invece, le informazioni vengono trasmesse al giocatore tramite proiezioni olografiche generate dall'arma equipaggiata. Le modalità d'uso delle armi rimangono sostanzialmente invariate, ad eccezione di una nuova meccanica che rende la ricarica di alcune pistole più lenta, costringendo il giocatore a cercare riparo e attendere un certo periodo di tempo per ottenere le munizioni. Inoltre, il giocatore ha a disposizione diversi tipi di granate. Le novità si estendono anche all'armamentario: oltre alle classiche armi, sono disponibili armi futuristiche in grado di sparare raggi laser, come la EM1, l'AE4 e l'Ohm. Grazie all'esoscheletro, una sorta di "tuta" avanzata, il personaggio guadagna nuove abilità di movimento, come salti, scatti e scivolate. L'esoscheletro offre anche ulteriori funzionalità, tra cui la possibilità di diventare invisibili e fornire uno scudo corporeo. 

### Multigiocatore
Il comparto multigiocatore segna il ritorno di alcune meccaniche classiche, come il sistema di creazione delle classi con il sistema Pick-10 di Black Ops II. Tuttavia, in Advanced Warfare è stato introdotto un sistema Pick-13, poiché le scorestreaks (premi basati sul punteggio ottenuto durante una singola vita) occupano un punto nel sistema. Ritorna anche l'abilità della scivolata, già vista in Call of Duty: Ghosts.
È presente un nuovo sistema di ricompensa che offre bonus al completamento di compiti, denominato "Approvvigionamenti" (Supply Drops). Ogni volta che si raggiungono i livelli 20, 30 e 40, e al momento del Prestigio, gli Approvvigionamenti diventano "Approvvigionamenti avanzati". Quando vengono riscattati, forniscono al giocatore cinque articoli di diversa rarità: Arruolato (comune), Professionale (non comune), Élite (raro), Leggendario (rarissimo) e Cimelio. Le ricompense includono armi personalizzate, oggetti di personalizzazione e pacchetti di cura speciali chiamati "Rinforzi", che possono fornire una scorestreak o due vantaggi casuali fino alla fine della partita.
Alcune modalità di gioco sono state riprese da Black Ops II, tra cui Postazione e Cattura la Bandiera. È stata introdotta anche una nuova modalità chiamata "Uplink", in cui l'obiettivo è portare un drone satellitare da un punto neutrale della mappa alla stazione di uplink nemica, situata vicino al punto di spawn della squadra avversaria. Ogni squadra può segnare un punto se il drone viene lanciato o due punti se il giocatore entra nella stazione di uplink con il drone.
Infine, la modalità "Momentum" è una rivisitazione della modalità "Guerra" presente in Call of Duty: World at War e Call of Duty 3.

## Personaggi
- Jack Mitchell: protagonista del gioco e unico personaggio giocabile nella modalità campagna. È un marine congedato dopo la perdita del braccio sinistro e accetta l'offerta del padre del suo defunto amico Will, Jonathan Irons, per diventare soldato nella compagnia privata internazionale ATLAS, di cui quest'ultimo è fondatore. Mitchell sostituisce il braccio perduto con una protesi avanzata ed è un giovane altruista, pronto a combattere per una giusta causa. Scoperto il piano di Irons, si unisce alla Task Force internazionale a guida americana, Sentinel, per impedire il lancio di Manticore, l'arma biologica di distruzione di massa creata da ATLAS. Verso la fine del gioco, Irons distrugge i meccanismi della protesi di Mitchell dopo averlo catturato, riducendolo a usare solo il braccio destro per combattere. Alla fine, Mitchell si vendica tagliando con un coltello la protesi a cui Irons si è attaccato per non scivolare da un precipizio, facendolo cadere nel vuoto.
- Jonathan Irons: fondatore di ATLAS e ricco imprenditore che mette al servizio della sua compagnia la risoluzione delle guerre che nessuno Stato riesce a combattere. Inizialmente sembra buono, ma solo dopo si scopriranno le sue vere intenzioni. Dopo aver accettato la candidatura come membro delle Nazioni Unite, Irons rivela pienamente le sue ambizioni, affermando che i politici e le loro ambizioni sono i veri problemi del mondo. Così trascina gli Stati Uniti in guerra, attaccando la flotta  San Francisco. Ferisce mortalmente Cormack e danneggia la protesi di Mitchell dopo averlo catturato, ma sarà proprio il suo ex-miglior soldato a ucciderlo, facendolo cadere con la protesi tagliata. Il personaggio è impersonato e doppiato in originale dall’attore Kevin Spacey.
- Gideon: Britannico, soldato di ATLAS, dal carattere burbero ma deciso. Fa la sua prima apparizione in una scena della battaglia di Seoul e diventa un amico di Mitchell, seguendolo in molte missioni poiché è fermamente convinto che il giovane abbia un grande potenziale. Inizialmente, dopo aver scoperto il piano di Irons, finge di restare fedele al suo comandante, con il quale lavora da molto tempo. Tuttavia, lo salva durante la missione in Antartide e si unisce a Mitchell per combattere insieme alla task force Sentinel contro ATLAS. Aiuta Mitchell ad alzarsi e a camminare dopo che egli ha ucciso Irons.
- Cormack: Un tempo sergente del Corpo dei Marines degli Stati Uniti, cinque anni dopo diventa maggiore di Sentinel e aiuta Mitchell e i suoi compagni a fuggire da ATLAS. Per lui, ogni missione deve essere completata, anche a costo di gravi perdite. Dubita di Gideon quando questi passa alle forze di Sentinel, ma poi si lascia convincere da Mitchell che Gideon non lo tradirà. Viene ferito da Irons dopo essere stato catturato e, nonostante i tentativi di Mitchell e dei suoi compagni di salvarlo, muore a causa delle ferite, mormorando alla fine di non fermarsi mai.
- Ilona: Ex militare delle forze speciali russe, è una delle poche componenti femminili presenti nelle forze di ATLAS e ha una mira impeccabile. È lei a scoprire la verità su Irons, dopo aver captato un video consegnatogli da Hades, in cui egli uccide un tecnico nigeriano che lo avverte dei lanci missilistici del KVA. Si unisce a Sentinel con Mitchell e appare dopo che lei, Mitchell e Gideon scappano dalla prigione di ATLAS con Cormack ferito nella penultima missione.
- Knox: Tenente di Sentinel, svolge un ruolo primario nella squadra poiché è l'informatico del gruppo. Segue Gideon e Mitchell in molte missioni. Muore nella battaglia di New Baghdad (centro di comando di ATLAS), colpito da uno sciame di droni che trasportano Manticore, dicendo agli altri di andarsene.
- Joker: Soldato di ATLAS, è più allegro di Gideon, che lo definisce un campagnolo; è anch'egli un soldato professionista. Stringe amicizia con Mitchell fin dall'inizio e lo supporta in diverse missioni. Lo si vede per l'ultima volta quando Gideon finge di non aver trovato Mitchell e Ilona. Da quel momento in poi non si conosce più il suo destino.
- William Robert Irons: Figlio di Jonathan Irons, sceglie di servire nei Marines con il suo amico Mitchell piuttosto che in ATLAS. Muore nella battaglia di Seoul trascinato per un braccio da un lancia-missili nordcoreano che esplode.
- Joseph Jackez/Hades: Leader del KVA, è un nemico convinto della tecnologia, di ATLAS e di tutto ciò che essa rappresenta. Viene ucciso da Mitchell a Santorini, dopo aver consegnato il video a Mitchell, sussurrando "Irons sa".
- Ajani: Ufficiale delle forze armate nigeriane, combatte con ATLAS per liberare il premier del suo paese.
- McDonnell: generale dell'esercito degli Stati Uniti, è avverso ad Irons divenendo successivamente capo di Sentinel.

### Doppiatori italiani
- Mitchell: Dimitri Winter
- Gideon: Matteo Brusamonti
- Jonathan Irons: Roberto Pedicini
- Ilona: Eleni Molos
- Cormack: Renzo Ferrini
- Joker: Davide Albano
- Knox: Alessandro Capra
- Will Irons: Marco Benedetti
- Hades: Dario Oppido
- Dr Pierre Danois: Daniele Demma
- Torres: Maurizio Merluzzo

## Trama
2054. Il marine Jack Mitchell perde il suo migliore amico Will Irons durante la battaglia di Seoul e viene congedato a causa di un grave infortunio. Jonathan Irons, padre di Will e CEO della potente compagnia militare ATLAS, gli offre un braccio protesico e un posto nei suoi ranghi. Mitchell accetta e combatte contro il gruppo terroristico KVA, guadagnandosi la fiducia di soldati come Gideon e Ilona.
Dopo anni di guerra, ATLAS elimina il leader del KVA, Hades, che, prima di morire, lascia un messaggio inquietante: Irons sapeva degli attacchi nucleari del KVA e li ha lasciati accadere per accrescere il suo potere. Mitchell e Ilona scoprono la verità, ma vengono catturati da Irons, che li condanna a morte. Grazie all'aiuto del sergente Cormack, fuggono e si uniscono alla task force Sentinel per fermare ATLAS.
Scoprono che Irons sta sviluppando Manticore, un'arma biologica letale per chiunque non sia registrato negli archivi di ATLAS. Quando ATLAS attacca San Francisco, gli Stati Uniti dichiarano guerra alla compagnia. Durante l'assalto a New Baghdad, Irons usa Manticore per sterminare l'esercito americano, ma Mitchell e i suoi alleati, immunizzati, sopravvivono e vengono catturati. Irons uccide Cormack e sabota la protesi di Mitchell, ma i superstiti riescono a fuggire e fermano il lancio di Manticore sulle città americane.
Nello scontro finale, Mitchell affronta Irons, che precipita nel vuoto e muore. Tuttavia, la guerra contro ATLAS non è ancora finita.

## Sviluppo
In un'intervista della rivista EDGE, Michael Condrey ha confermato che il motore grafico è stato costruito da zero.  Ha dichiarato che, sebbene ci siano parti del vecchio codice, vi sono nuovi sistemi per il rendering, l'animazione, la fisica e l'audio. Questo è il primo Call of Duty da Call of Duty 2 a utilizzare un nuovo motore. In Call of Duty: Ghosts era stato annunciato un nuovo motore grafico; tuttavia, si è rivelato essere una versione aggiornata del motore IW. Attualmente è sconosciuto quale sia il nome del nuovo motore grafico di Advanced Warfare.